# Reeltown (Alabama)
Reeltown es un lugar designado por el censo ubicado en el condado de Tallapoosa en el estado estadounidense de Alabama. En el Censo de 2010 tenía una población de 766 habitantes y una densidad poblacional de 62,83 personas por km².

## Geografía
Reeltown se encuentra ubicado en las coordenadas 32°34′27″N 85°49′10″O / 32.57417, -85.81944. Según la Oficina del Censo de los Estados Unidos, Reeltown tiene una superficie total de 19.62 km², de la cual 19.55 km² corresponden a tierra firme y (0.37%) 0.07 km² es agua.

## Demografía
Según el censo de 2010, había 766 personas residiendo en Reeltown. La densidad de población era de 62,83 hab./km². De los 766 habitantes, Reeltown estaba compuesto por el 82.38% blancos, el 15.14% eran afroamericanos, el 0.13% eran amerindios, el 0.13% eran asiáticos, el 0% eran isleños del Pacífico, el 1.17% eran de otras razas y el 1.04% pertenecían a dos o más razas. Del total de la población el 2.74% eran hispanos o latinos de cualquier raza.